# Atentado de Shangla de 2024
El 26 de marzo de 2024, en el distrito de Shangla, Jaiber Pastunjuá, Pakistán, un atacante suicida atacó un autobús que transportaba a cinco trabajadores chinos y a su conductor paquistaní camino a la presa de Dasu, matándolos a todos.
El atacante estrelló un coche lleno de explosivos contra el autobús. Ningún grupo ha asumido la responsabilidad del ataque.

## Descripción
Este es el tercer ataque contra intereses chinos en Pakistán la semana pasada, ya que los separatistas baluchíes también atacaron una base naval paquistaní y un puerto utilizado por la República Popular China. La Embajada de Pekín en Pakistán dijo a los ciudadanos chinos en el país que se mantuvieran alerta.
Aftab Khan Sherpao, presidente central del partido Qaumi Watan, también expresó su preocupación en su tuit: "Al escuchar el ataque al automóvil de los residentes chinos en Shangla y la muerte de 6 personas, incluidos 5 residentes chinos. Primero Turbat y ahora "El ataque en Shangla-Basham es una prueba de la creciente ola de terrorismo. Si no se toman medidas inmediatas y efectivas, la situación de seguridad, la paz y la economía estarán al borde de un daño irreparable."